# 劇団乙女少年団
劇団乙女少年団（げきだんおとめめん）とは日本の劇団。

## 概要
- 『花と愛とオカマ』をモットーに、カリカの家城啓之が作・演出・出演する本人一人だけの劇団である。毎回、ゲストや仲間を募って公演している。
- 「velvet under//misin」の長編コント及び、ステージの作・演出を経て、2003年12月に旗揚げした
- 旗揚げのきっかけはキャバレーでのライブを見た家城が、「酒やタバコ片手にした気軽に見られるお笑い」というスタイルを思いついた事から。家城自身は、お笑いは本来ラフな状態で見るものだと考えている。

## 主な公演
- 旗揚げ公演・2003年12月/2004年2月 - 『桃を抱く』
- 第二回公演・2004年2月 - 『桜飛び散る』
- 第三回公演・2004年5月 - 『バラ色の記憶　トゲ色の人生』
- 第四回公演・2004年7月 - 『ガーベラ』〜その一輪のガーベラはどうしよもなく真っ黒に咲いた〜
- 第五回公演・2004年11月 - 『愛の賛歌』〜その男の愛を見て　僕の愛は嘘臭くなる〜
- 第六回公演・2005年3月 - 『アジアの花』〜涙と希望で咲く花がある～
- 第七回公演・2005年8月 - 『愛を伝えるのは3回まで!よ♡』〜鳴り響け！！2年A組〜
- 第八回公演・2005年11月 - 『飛魚的走馬灯旋風（フライングフィッシュメモリー）』
- 第九回公演・2006年2月 - 『Waooo!!!キャンディーガール』
- 第十回公演・2006年4月 - 『オカマーズ7』
- 第十一回公演・2010年11月 - 『ピンクの指輪ちゃん』

## 主なゲスト
島田珠代、山崎邦正、友近、ペナルティ、麒麟、トータルテンボス、ニブンノゴ!、POISON GIRL BAND、林克治（カリカ）、浅越ゴエ（ザ・プラン9）、川田広樹（ガレッジセール）、小堀裕之（2丁拳銃）、熊谷岳大（ガリットチュウ）、椿鬼奴、増谷キートン、デッカチャン、永井佑一郎、コンマニセンチ、ピース、パンチ浜崎（ザ・パンチ）、押見泰憲（犬の心）、アームストロング、ノンスモーキン、ポテト少年団、オコチャ、平成ノブシコブシ、ミルククラウン、キシモトマイ、堀部雅人、イヌがニャーと泣いた日、大西ライオン、おにぎり、謙一番星

## その他
- 第四回公演までは新宿・キャバレークラブハイツ。
- その後は、ラフォーレ原宿で公演。
- 第八回公演から第十回公演まではグラフィックデザイナーだるま商店とフライヤーをコラボレーションした。